# Remind Me (Bastille)
Remind Me is een single van de Britse band Bastille. Het nummer verscheen in juni 2022 als tweede single van het album Dreams of the Past.

## Muziekvideo
Een muziekvideo werd gelijktijdig uitgebracht op 10 juni 2022. Deze duurt drie minuten en drie seconden.